# Mario Streit
Mario Streit (født 14. april 1967 i Rathenow) er en tysk tidligere roer.

## Karriere
Streits første store internationale resultat kom i 1984, hvor han var med til at blive juniorverdensmester for DDR i firer med styrmand, en præstation han gentog året efter. Som senior kom han med i otteren, der blev nummer fem ved VM i 1986, men i 1987 roede han igen firer med styrmand, som blev nummer fire ved VM dette år.
Ved OL 1988 i Seoul stillede han op for DDR i toer med styrmand sammen med Detlef Kirchhoff og styrmand René Rensch – samme besætning som var til VM året forinden. Østtyskerne vandt deres indledende heat og blev nummer to i semifinalen efter Italien. I finalen var italienerne fortsat suveræne og vandt med et forspring på næsten to sekunder ned til østtyskerne, der sikrede sig sølvet foran Storbritannien på tredjepladsen.
1989 blev sidste år, hvor han konkurrerede internationalt, og her blev han igen nummer fire ved VM i toer med styrmand, nu med en ny styrmand.
Ud over de internationale resultater opnåede han at blive østtysk mester i otteren i 1986 og i toeren med styrmand 1989.

## OL-medaljer
- 1988:  Sølv i toer med styrmand